# Lijst van planetoïden 38101-38200
Dit is een lijst van planetoïden 38101-38200. Voor de volledige lijst zie de lijst van planetoïden.
| Naam      | Voorlopige naamgeving | Datum ontdekking | Ontdekker  |
| --------- | --------------------- | ---------------- | ---------- |
| (38101) - | 1999 JE15             | 15 mei 1999      | CSS        |
| (38102) - | 1999 JM18             | 10 mei 1999      | LINEAR     |
| (38103) - | 1999 JM19             | 10 mei 1999      | LINEAR     |
| (38104) - | 1999 JL20             | 10 mei 1999      | LINEAR     |
| (38105) - | 1999 JB21             | 10 mei 1999      | LINEAR     |
| (38106) - | 1999 JG23             | 10 mei 1999      | LINEAR     |
| (38107) - | 1999 JZ23             | 10 mei 1999      | LINEAR     |
| (38108) - | 1999 JB24             | 10 mei 1999      | LINEAR     |
| (38109) - | 1999 JQ24             | 10 mei 1999      | LINEAR     |
| (38110) - | 1999 JH25             | 10 mei 1999      | LINEAR     |
| (38111) - | 1999 JQ26             | 10 mei 1999      | LINEAR     |
| (38112) - | 1999 JZ29             | 10 mei 1999      | LINEAR     |
| (38113) - | 1999 JB30             | 10 mei 1999      | LINEAR     |
| (38114) - | 1999 JO34             | 10 mei 1999      | LINEAR     |
| (38115) - | 1999 JJ35             | 10 mei 1999      | LINEAR     |
| (38116) - | 1999 JK35             | 10 mei 1999      | LINEAR     |
| (38117) - | 1999 JH36             | 10 mei 1999      | LINEAR     |
| (38118) - | 1999 JS36             | 10 mei 1999      | LINEAR     |
| (38119) - | 1999 JN37             | 10 mei 1999      | LINEAR     |
| (38120) - | 1999 JN39             | 10 mei 1999      | LINEAR     |
| (38121) - | 1999 JO42             | 10 mei 1999      | LINEAR     |
| (38122) - | 1999 JC43             | 10 mei 1999      | LINEAR     |
| (38123) - | 1999 JD43             | 10 mei 1999      | LINEAR     |
| (38124) - | 1999 JV43             | 10 mei 1999      | LINEAR     |
| (38125) - | 1999 JG44             | 10 mei 1999      | LINEAR     |
| (38126) - | 1999 JT44             | 10 mei 1999      | LINEAR     |
| (38127) - | 1999 JL45             | 10 mei 1999      | LINEAR     |
| (38128) - | 1999 JN45             | 10 mei 1999      | LINEAR     |
| (38129) - | 1999 JV45             | 10 mei 1999      | LINEAR     |
| (38130) - | 1999 JY45             | 10 mei 1999      | LINEAR     |
| (38131) - | 1999 JR47             | 10 mei 1999      | LINEAR     |
| (38132) - | 1999 JX47             | 10 mei 1999      | LINEAR     |
| (38133) - | 1999 JY49             | 10 mei 1999      | LINEAR     |
| (38134) - | 1999 JU51             | 10 mei 1999      | LINEAR     |
| (38135) - | 1999 JB55             | 10 mei 1999      | LINEAR     |
| (38136) - | 1999 JK55             | 10 mei 1999      | LINEAR     |
| (38137) - | 1999 JH56             | 10 mei 1999      | LINEAR     |
| (38138) - | 1999 JM56             | 10 mei 1999      | LINEAR     |
| (38139) - | 1999 JH57             | 10 mei 1999      | LINEAR     |
| (38140) - | 1999 JX58             | 10 mei 1999      | LINEAR     |
| (38141) - | 1999 JN59             | 10 mei 1999      | LINEAR     |
| (38142) - | 1999 JQ59             | 10 mei 1999      | LINEAR     |
| (38143) - | 1999 JV60             | 10 mei 1999      | LINEAR     |
| (38144) - | 1999 JD61             | 10 mei 1999      | LINEAR     |
| (38145) - | 1999 JF61             | 10 mei 1999      | LINEAR     |
| (38146) - | 1999 JK61             | 10 mei 1999      | LINEAR     |
| (38147) - | 1999 JN62             | 10 mei 1999      | LINEAR     |
| (38148) - | 1999 JU62             | 10 mei 1999      | LINEAR     |
| (38149) - | 1999 JY62             | 10 mei 1999      | LINEAR     |
| (38150) - | 1999 JX64             | 10 mei 1999      | LINEAR     |
| (38151) - | 1999 JT65             | 12 mei 1999      | LINEAR     |
| (38152) - | 1999 JY66             | 12 mei 1999      | LINEAR     |
| (38153) - | 1999 JW67             | 12 mei 1999      | LINEAR     |
| (38154) - | 1999 JU68             | 12 mei 1999      | LINEAR     |
| (38155) - | 1999 JJ69             | 12 mei 1999      | LINEAR     |
| (38156) - | 1999 JQ71             | 12 mei 1999      | LINEAR     |
| (38157) - | 1999 JC72             | 12 mei 1999      | LINEAR     |
| (38158) - | 1999 JS72             | 12 mei 1999      | LINEAR     |
| (38159) - | 1999 JB73             | 12 mei 1999      | LINEAR     |
| (38160) - | 1999 JG74             | 12 mei 1999      | LINEAR     |
| (38161) - | 1999 JN74             | 12 mei 1999      | LINEAR     |
| (38162) - | 1999 JB77             | 12 mei 1999      | LINEAR     |
| (38163) - | 1999 JP77             | 12 mei 1999      | LINEAR     |
| (38164) - | 1999 JB78             | 12 mei 1999      | LINEAR     |
| (38165) - | 1999 JQ80             | 12 mei 1999      | LINEAR     |
| (38166) - | 1999 JV84             | 13 mei 1999      | LINEAR     |
| (38167) - | 1999 JU88             | 12 mei 1999      | LINEAR     |
| (38168) - | 1999 JZ91             | 12 mei 1999      | LINEAR     |
| (38169) - | 1999 JE98             | 12 mei 1999      | LINEAR     |
| (38170) - | 1999 JR98             | 12 mei 1999      | LINEAR     |
| (38171) - | 1999 JM103            | 13 mei 1999      | LINEAR     |
| (38172) - | 1999 JR107            | 13 mei 1999      | LINEAR     |
| (38173) - | 1999 JZ112            | 13 mei 1999      | LINEAR     |
| (38174) - | 1999 JA113            | 13 mei 1999      | LINEAR     |
| (38175) - | 1999 JQ118            | 13 mei 1999      | LINEAR     |
| (38176) - | 1999 JR119            | 13 mei 1999      | LINEAR     |
| (38177) - | 1999 JY120            | 13 mei 1999      | LINEAR     |
| (38178) - | 1999 JA122            | 13 mei 1999      | LINEAR     |
| (38179) - | 1999 JV122            | 13 mei 1999      | LINEAR     |
| (38180) - | 1999 JR123            | 13 mei 1999      | LINEAR     |
| (38181) - | 1999 JG124            | 15 mei 1999      | LINEAR     |
| (38182) - | 1999 JG125            | 10 mei 1999      | LINEAR     |
| (38183) - | 1999 JM125            | 10 mei 1999      | LINEAR     |
| (38184) - | 1999 KF               | 16 mei 1999      | Spacewatch |
| (38185) - | 1999 KJ               | 16 mei 1999      | Spacewatch |
| (38186) - | 1999 KV               | 17 mei 1999      | CSS        |
| (38187) - | 1999 KH7              | 17 mei 1999      | LINEAR     |
| (38188) - | 1999 KX11             | 18 mei 1999      | LINEAR     |
| (38189) - | 1999 KT14             | 18 mei 1999      | LINEAR     |
| (38190) - | 1999 KU14             | 18 mei 1999      | LINEAR     |
| (38191) - | 1999 KF15             | 18 mei 1999      | LINEAR     |
| (38192) - | 1999 LP6              | 7 juni 1999      | Spacewatch |
| (38193) - | 1999 LB8              | 8 juni 1999      | LINEAR     |
| (38194) - | 1999 LS13             | 9 juni 1999      | LINEAR     |
| (38195) - | 1999 LD14             | 9 juni 1999      | LINEAR     |
| (38196) - | 1999 LQ15             | 12 juni 1999     | LINEAR     |
| (38197) - | 1999 LC19             | 9 juni 1999      | LINEAR     |
| (38198) - | 1999 LM19             | 9 juni 1999      | LINEAR     |
| (38199) - | 1999 LO24             | 9 juni 1999      | LINEAR     |
| (38200) - | 1999 LR26             | 9 juni 1999      | LINEAR     |